# Amazonite
L'amazonite est une variété de microcline, minéral de la famille des feldspaths dont la formule KAlSi3O8 est identique à celle de l'orthose. Le microcline est le polymorphe de basse température, qui appartient au système cristallin triclinique. L'amazonite a une texture perthitique.

## Étymologie
Son nom vient du fleuve Amazone.

## Cristallographie
- Paramètres de la maille conventionnelle : a = 8,577 Å, b = 12,967 Å, c = 7,223 Å, Z = 4 ; alpha = 90,65 °, beta = 115,933 °, gamma = 87,783 ° V = 721,85 Å3
- Densité calculée = 2,56

## Particularité de cette variété
C'est une pierre ornementale de couleur verte, vert bleuté, bleu-vert translucide à opaque. Elle est sensible aux pressions.
Pendant de nombreuses années, l'origine de la couleur de l'amazonite était mal définie. L'hypothèse que sa couleur soit due au cuivre, a longtemps été retenue car les composés de cuivre ont souvent des couleurs bleues et vertes, mais cette couleur est aussi susceptible d'être donnée par  de petites quantités de plomb et d'eau particulièrement pour les feldspaths. C'est aujourd'hui l'hypothèse retenue.

## Gisements remarquables
- Autriche

Pack, Packalpe Mts, Styrie
- Brésil

Mine Velha, Tenente Ananias, Rio Grande do Norte
Mine Santa Maria de Itabira, Santa Maria de Itabira, Minas Gerais
- Canada

Mine Evans-Lou, Val-des-Monts, Les Collines-de-l'Outaouais RCM, Outaouais, Québec
- Éthiopie

Konso, Province de Sidamo-Borana
- Tchéquie

Kracovice, Třebíč, Vysočina Region, Moravie
- États-Unis

Pike's Peak, Teller County, Colorado
Zapot Mine, Hawthorne, Mineral County, Nevada
Lake George Colorado

## Dans la fiction
L'amazonite est un des minéraux du jeu vidéo Motherload. Il se présente sous la forme de polygones brillants et constitue le minéral le plus rare devant le diamant, et se vend donc très cher.